# 歩いて馬で自動車で
『歩いて馬で自動車で』（À pied, à cheval et en voiture）は1957年のフランスの映画。
出演はノエル・ノエルなど。ジャン＝ポール・ベルモンドの長編映画デビュー作でもある。
フランスでは公開時、3,483,954人の観客を動員するヒット作となった。日本では劇場未公開だが、テレビ放送が行われている。

## キャスト
※括弧内は日本語吹替（初回放送1964年6月22日『テレビ名画座』）
- レダ：ノエル・ノエル（野田雄司）
- ヒューバート：ダリー・コール（肝付兼太）
- ヴェノム：ジャン＝ポール・ベルモンド（野沢那智）
- ミレイユ：ソフィー・ドーミエ（園田昌子）
- マリエル：ジャン＝ピエール・カッセル

## スタッフ
- 監督：モーリス・デルベス
- 脚本：ジャック・アントワーヌ、セルジュ・ド・ボワサ
- 編集：ギルバート・ナトット
- 音楽：ポール・ミスラキ